# Pennigsdorf (Wüstung)
Pennigsdorf ist ein wüst gefallenes Vorwerk im Gebiet des Landkreises Jerichower Land.

## Geographie
Pennigsdorf lag etwa 2 km südwestlich von Güsen sowie 3 km nordwestlich von Hohenseeden, unterhalb der Bahnstrecke Magdeburg–Berlin.

## Geschichte

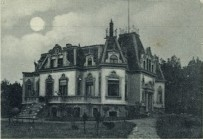
Schloss Pennigsdorf um 1899

### Vom Vorwerk zum Plothoschen Jagdschloss
Pennigsdorf wird im Jahre 1209 erstmals urkundlich erwähnt. Angehörige der Familie von Katten sollen unter König Heinrich I. aus den Niederlanden gekommen sein und sich im Erzstift Magdeburg niedergelassen haben. Erstmals urkundlich erwähnt wird das Geschlecht 1221 mit Balduwinus Catus als scabinus (lat. Schöffe) in Pennigsdorf bei Güsen.
Im Jahre 1759 errichtet die Familie von Plotho das „Vorwerk Pennigsdorf“, dessen Flurgröße im Jahre 1843 mit 586 Morgen Ackerland und 800 Morgen Holzungen angegeben wurde.
1893 ließ sich Wolfgang von Plotho hier ein Jagdschloss im Barockstil erbauen. Allerdings konnte die Familie von Plotho später das Vorwerk nicht mehr halten und verkaufte es 1909 an den Grafen Hugo von Kastell zu Rüdenshausen, der es allerdings bereits 1911 an Heinrich von Ostrau für 500.000 Mark weiterverkaufte.

### Erster Weltkrieg
Der Erste Weltkrieg brachte in der Region eine Fülle von neuen Betrieben hervor, so wurde die Region auch zu einem Zentrum der Sprengstoff-Herstellung. Schon im November 1914 war der Bau der Pulverfabrik Plaue beschlossen worden. Im Jahre 1916 verkaufte Heinrich von Ostrau das Vorwerk Pennigsdorf dann an die Deutsche Sprengstoff AG, womit das Ende der zivilen Nutzung von Pennigsdorf für die kommenden 75 Jahre besiegelt war, denn schon 1917 ging die Fabrik für Schießwolle mit angegliederter Füllstelle in Produktion. Für die Zeit des Ersten Weltkrieges geht man von einer Mitarbeiterzahl von 1000 bis 1500 Personen aus. Zum Ende des Ersten Weltkrieges sollte die Fabrik noch um eine Produktionsanlage für TNT erweitert werden – es ist aber ungewiss, ob dieses Vorhaben noch umgesetzt wurde.
Nach dem Ende des Ersten Weltkrieges beschränkte man sich auf die Produktion von Nitrozellulose für Kinofilme, Kunstseide und Fotochemie. Auch nach dem Krieg waren in der Fabrik mehrere Hundert Arbeiter beschäftigt. Zum 31. Dezember 1926 musste das Werk die Produktion von Nitrozellulose einstellen und am 1. April 1927 erfolgte die vollständige Stilllegung des Werkes.

### Zweiter Weltkrieg
Bereits 1933 wurde auf dem Gelände der Sprengstoff-Fabrik ein geheimes Labor für Spezialwaffen eingerichtet. 1934 wurde auf dem Gelände der Bau eines großen Zweigwerks der Dynamit AG Köln begonnen, wobei die großen, nicht mehr benötigten Schornsteine abgerissen bzw. gesprengt wurden. Bei diesem Umbau wurde auch das ursprünglich hier errichtete Schloss abgerissen. Entstanden war eine Munitionsfabrik modernster Art. Sie erhielt den Tarnnamen „Wiese“.
Die Gebäude bestanden aus Stahlbeton und auf den Gebäuden wurde teilweise eine meterdicke Erdschicht aufgeschüttet, die anschließend mit Bäumen bepflanzt wurde. Einen Eindruck von der Größe des Geländes vermitteln die folgenden Zahlen: das Werk umfasste einstmals 680 Gebäude, 28 km Bahnanlagen, 26 km unter der Oberfläche liegende Rohrleitungen und 34 km Kabelleitungen. Gegen Ende des Krieges hatte das Werk 2900 Mitarbeiter. Die Produktionskapazitäten waren zu diesem Zeitpunkt auf 1300 Monatstonnen TNT, 1400 Monatstonnen Nitrozellulose sowie die Verfüllung von 3820 Tonnen Kampf- und Nebelstoffe pro Monat erweitert worden.

### Sowjetische Besatzung
Nach dem Zweiten Weltkrieg wurde das Werk komplett demontiert und von der sowjetischen Armee als Tanklager und Lager für Schmierstoffe benutzt.
Von der Geschichte des Ortes zeugen heute nur noch der Feuerlöschteich und die zahlreich vorhandenen Orts- und Personennamen, die in die Rinde dort stehender Bäume oder den Beton der Fahrstraßen eingekratzt sind. Die Unterstände sind verschüttet, die Gebäude restlos verschwunden.